# Gerta Overbeck
Gerta Overbeck (* 16. Januar 1898 in Dortmund; † 2. März 1977 in Lünen) war eine deutsche Malerin und Vertreterin der Neuen Sachlichkeit.

## Biografie
Gerta Overbeck – eine Tochter von Julius Overbeck und seiner Ehefrau Hedwig Overbeck, geb. Schmieding –  begann 1915 eine Zeichenlehrerausbildung in Düsseldorf. Von 1919 bis 1922 besuchte sie die Kunstgewerbeschule Hannover. Von 1922 bis 1931 war sie in Dortmund als Zeichenlehrerin an verschiedenen Gymnasien tätig. In dieser Zeit war Gerta Overbeck seit 1926 die Lebensgefährtin des Malers Ernst Thoms, den sie auch porträtierte.
In Dortmund nahm Gerta Overbeck 1931 an der 5. Großen Westfälischen Kunstausstellung teil. 1931 zog sie nach Hannover und arbeitete als freie Malerin und veröffentlichte kunsttheoretische Beiträge in der Zeitschrift „Der Wachsbogen“. Sie hatte Kontakt zu den Künstlern Hans Mertens, Karl Rüter, Grethe Jürgens und lernte den Schriftsteller Gustav Schenk, ihren späteren Ehemann kennen. Im Mai 1932 wurden 23 ihrer Werke in der Ausstellung „Die Neue Sachlichkeit in Hannover“ gezeigt. Politisch stand Gerta Overbeck der Kommunistischen Partei nahe und gehörte ihr auch kurze Zeit an. In der Zeit des Nationalsozialismus war sie obligatorisch Mitglied der Reichskammer der bildenden Künste. Für diese Zeit ist ihre Teilnahme an 12 großen Ausstellungen sicher belegt.
Am 18. Januar 1937 wurde ihre Tochter Frauke geboren. Am 18. Mai 1937 heiratete sie Gustav Schenk, den Vater ihres Kindes. Die Ehe wurde am 15. März 1940 geschieden. Bereits 1938 kehrte sie zusammen mit ihrer Tochter nach Cappenberg bei Lünen zurück. Sie lebte dort abgeschieden und in wirtschaftlich bescheidenen Verhältnissen. Von 1958 bis 1961 belegte sie noch einmal Malkurse an der Kunstgewerbeschule in Braunschweig. Sie ist in Cappenberg auf dem Waldfriedhof beigesetzt. Ganz in der Nähe des Friedhofes und in der angrenzenden Stadt Lünen im Ortsteil Wethmar wurde je eine Straße nach ihr benannt. In Braunschweig ist die Gerta-Overbeck-Straße und in Wolfsburg der Gerta-Overbeck-Ring nach ihr benannt.
Zu ihrem engeren Freundeskreis gehörten Gertrud Heinersdorff, die Witwe des Berliner Glasmalers Gottfried Heinersdorff, sowie Anna Endell, die zweite Ehefrau des Designers August Endell. 1976 fand ihre erste Einzelausstellung in Hamburg statt. Gerta Overbeck gilt als herausragende Vertreterin der Malerei der Neuen Sachlichkeit. Einige ihrer Bilder wurden wiederentdeckt und dem Kunstmarkt zugeführt.

## Ausgewählte Werke
- Kinder mit Handwagen, 1924
- Stahlwerk, 1925
- Jazzkapelle, 1925
- Hippodrom auf der Reeperbahn, 1926
- Bildnis Toni Overbeck, 1926
- Bildnis Ernst Thoms, 1926
- Dünenlandschaft, 1927
- Weißes Haus an der Halde, 1927
- Straßenarbeiter, 1931
- Teerkocher, 1932
- Selbstbildnis mit Zigarette, 1934
- Selbst vor Staffelei, 1936